# Festetics-kastély (Berzence)
A berzencei Festetics-kastély Somogy vármegye egyik 18. századi műemléke.

## Története
A berzencei birtokot, ahol a kastély áll, Festetics László 1835-ben vásárolta meg a Niczkyektől, majd fia, Festetics György volt az, aki 1846 és 1848 között felépíttette a klasszicista vadászkastélyt az eredeti, előző századi barokk épület átalakításával. Halála után fiáé, Taszilóé lett, majd amikor 1933-ban ő is meghalt, a birtok az ő fiára, III. Festetics Györgyre szállt.
A kastély talán leghíresebb vendége Habsburg–Lotaringiai Rudolf főherceg, trónörökös volt, aki 1887 áprilisában vett részt egy környékbeli vadászaton. Fogadására a falut díszbe öltöztették, huszárok és ünnepi bőgatyás falusiak fogadták „nagy éljenzéssel”.
1945-ben a települést megszálló katonák és a helybéliek egy része megsemmisítették a kastélyban addig megtalálható értékes irat- és könyvanyagot. Elhordták a bútorokat és képeket, számos falitükör és falikárpit megsemmisült. Az épület 1956-ig határőrlaktanyaként működött, majd pszichiátriaként hasznosították, de 2014 őszén elindult egy beruházás, amely a kastélyból új, önálló épületekbe költözteti az addigi lakókat.

## Képek

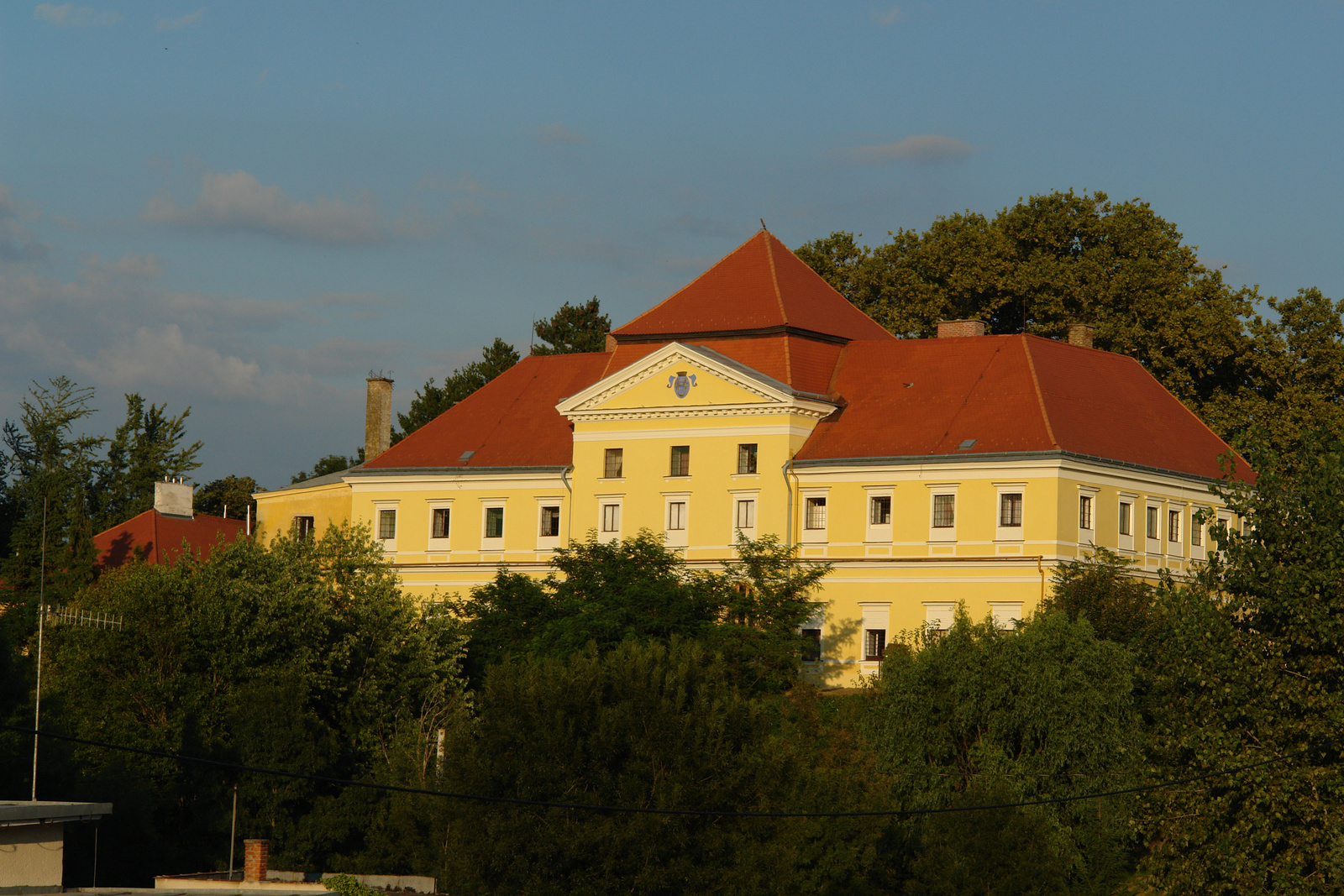
A kastély
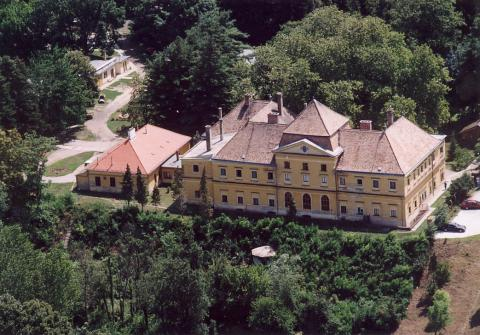
Légi felvétel
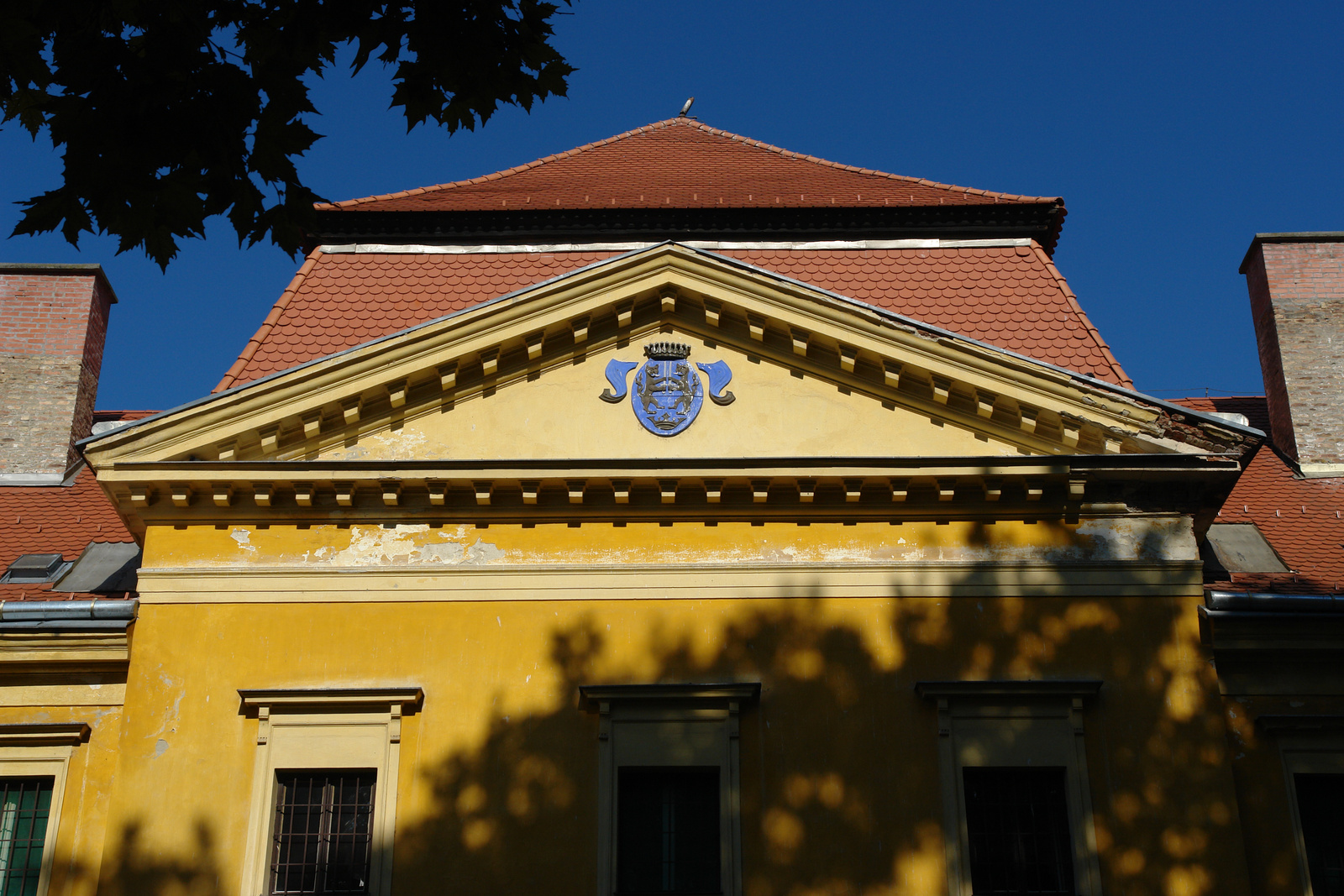
Homlokzatrészlet
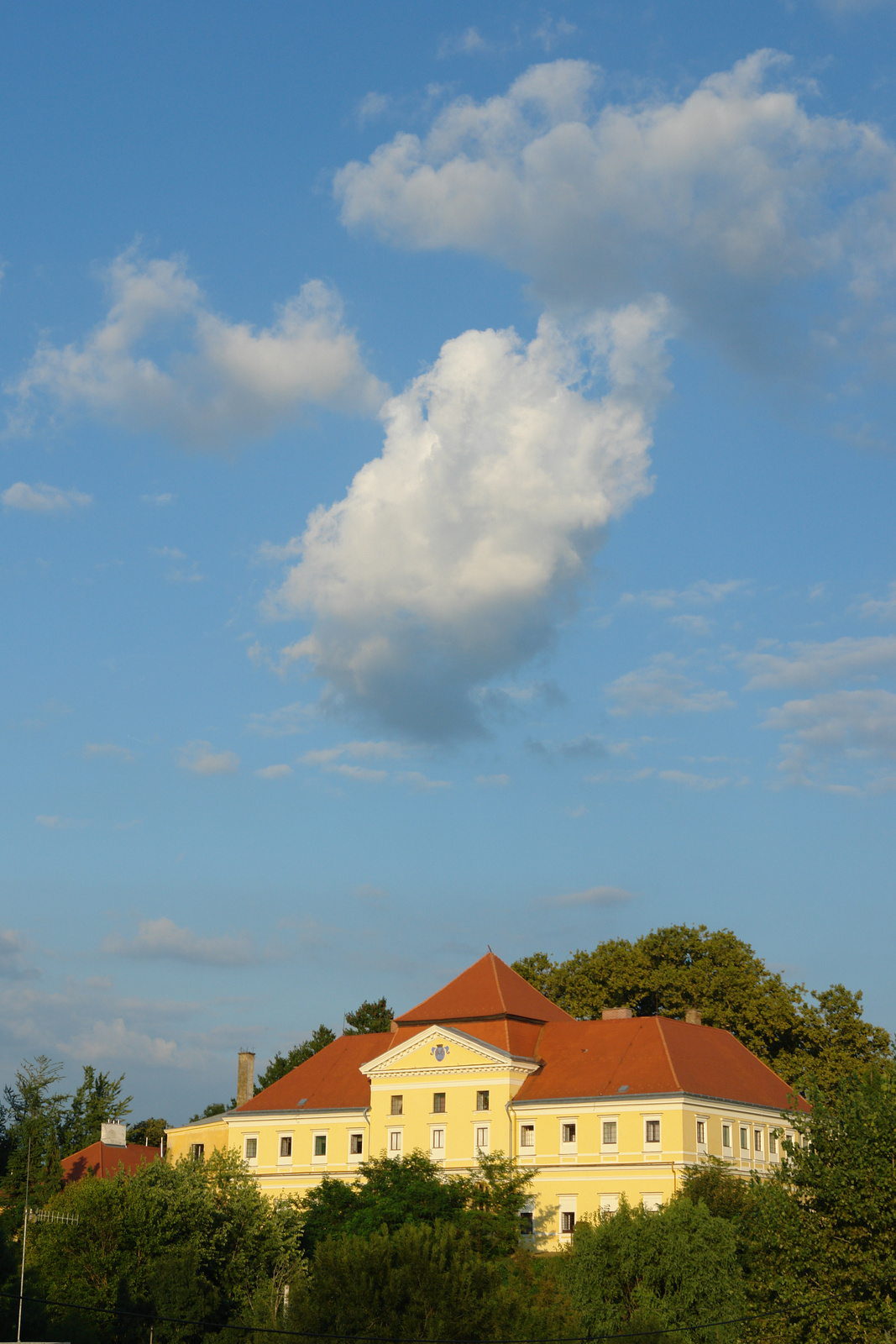
A kastély környezetével